# 埃塞克斯园大律师事务所
埃塞克斯园大律师事务所（Essex Court Chambers）是位于英國伦敦市中心林肯律師學院廣場的商业大律師事务所。歷史可以追溯到1961年。埃塞克斯园大律师事务所有超過一半的律師都是御用大律師。它被部分法律界人士认为是魔术圈之一。埃塞克斯园大律师事务所的新加坡办事处于2009年7月开业。中国外交部在2021年3月26日宣布对恶意传播谎言和虚假信息的英方9名人员和4个实体实施制裁，禁止有关人员及其直系家属入境（包括香港、澳门），埃塞克斯园大律师事务所榜上有名。